# كوادو أسامواه
كوادو أسامواه (مواليد 9 ديسمبر 1988) هو لاعب كرة قدم غاني يلعب متوسط ميدان بنادي انتر ميلان الإيطالي الذي ينشط في الكالشيو وهو لاعب في منتخب غانا لكرة القدم.

## مسيرته الكروية

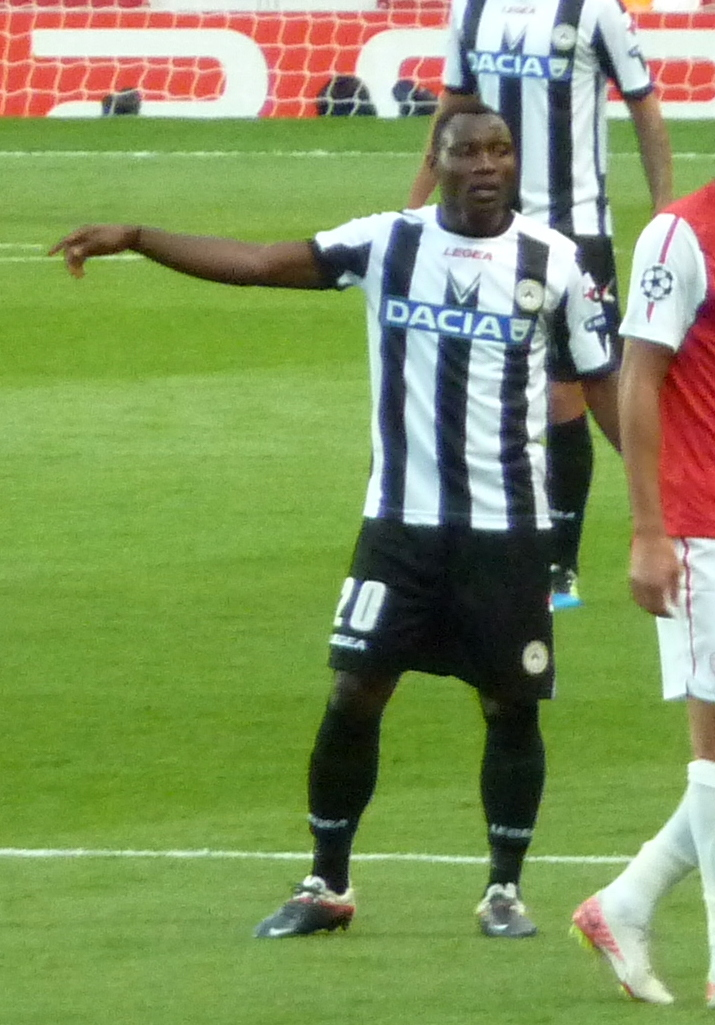
كوادو مع نادي أودينيزي في دوري أبطال أوروبا

### سنواته المبكرة
بدأ كوادو حياته الكروية باللعب مع نادي كاسيمان الغاني، وفي 2007 حصل على عقد انتقال إلى إيطاليا عبر نادي بيلينزونا المحلي ولكن سرعان ما تم إعارته إلى تورينو في يناير 2007، ولكنه لم يكن يشكل أي خطر بالنسبة لأي لاعب كمنافس على مركز في التشكيلة.

### أودينيزي
في يونيو 2008، انتقل كوادو على سبيل الإعارة إلى أودينيزي مقابل ما يقارب المليون يورو، وشارك لأول مرة في الكالشيو ضد سامبدوريا في المباراة التي انتهت بالتعادل 1-1 في يناير 2009، وفي الأسبوع الذي يليه شارك أمام كالياري وخسروا 2-0، وكانت تلك مشاركته الأساسية الأولى حينما لعب باسكوالي مارينو مدرب أودينيزي بثلاث لاعبين في مركز خط الوسط، في أبريل 2009، سجل أول أهدافه مع أودينيزي ضد فيورنتينا ليؤمن فوز فريقه 3-1، أنهى موسمه مع هدف آخر ضد كالياري في مايو 2009.
في موسم 2009-2010، كان هدفه الأول في مارس 2010 ضد باليرمو حيث أمن فوز فريقه 3-2، وعلى الرغم من قلة أهدافه إلى أن ذلك لا يلغي قيمته الكبيرة في وسط ميدان أودينيزي فهو يؤمن لفريقه قوة بدنية كبيرة في الملعب، وعلى الرغم من تعاقب عدة مدربين على دكة بدلاء أودينيزي بدءاً من باسكوالي مارينو، جياني دي بياسي أو فرانشيسكو غيدولين إلا أنهم جميعاً لم يستغنوا عن الغاني في وسط الملعب، هدفه الرابع في الكالشيو كان في مايو 2011، المباراة التي فاز بها فيورنتينا على أودينيزي 5-2، وبعد أسبوعين سجل ضد كييفو فيرونا في المباراة التي فاز بها البيانكونيري 2-0. في موسم 2011-2012، سجل كوادو 3 أهداف واحد ضد تشيزينا في المباراة التي انتهت 4-1، وهدفي الفوز ضد بارما 3-1.

### يوفنتوس
في يوليو 2012، انتقل كوادو إلى يوفنتوس بعدما اشترى الأخير نصف بطاقته من أودينيزي مع إجبارية شراء نصف البطاقة الآخر بعد سنة، مقابل 9 ملايين يورو، وأخرى مثلها تدفع بعد عام، واختار كوادو قميصه في يوفنتوس يحمل الرقم 22.
في أغسطس 2012، شارك كوادو في مباراته الرسمية الأولى مع يوفنتوس ضد نابولي في بطولة كأس السوبر الإيطالي، وسجل في مشاركته الأولى بعدما سجل الهدف الأول لفريقه في مباراة انتهت لمصلحتهم 4-2، ليتوجوا بعد بلقب البطولة.

### مسيرته الدولية
بعد أداءه ومستواه الملفت للنظر مع أودينيزي، تم استدعاء أسامواه ليمثل منتخب غانا لكرة القدم، وفي مشاركته الثانية مع المنتخب سجل هدفه الأول ضد منتخب مالي لكرة القدم، واختير ضمن تشكيلة أفضل 23 لاعب في بطولة كأس العالم لكرة القدم 2010.

## روابط خارجية
- كوادو أسامواه على موقع الاتحاد الدولي (مؤرشف)  (الإنجليزية)
- كوادو أسامواه على موقع الاتحاد الأوربي (الإنجليزية)
- كوادو أسامواه على موقع قاعدة بيانات كرة القدم.إي يو (الإنجليزية)
- كوادو أسامواه على موقع ناشيونال فوتبول تيمز (الإنجليزية)
- كوادو أسامواه على موقع Soccerway.com (الإنجليزية)
- كوادو أسامواه على موقع عالم كرة القدم.نت (الإنجليزية)
- كوادو أسامواه على موقع AS.com (الإسبانية)